# Sääskisaari (ö i Södra Karelen)
Sääskisaari är en ö i Finland. Den ligger i sjön Ihalanjärvi och i kommunen Ruokolax i den ekonomiska regionen  Imatra ekonomiska region  och landskapet Södra Karelen, i den sydöstra delen av landet, 260 km nordost om huvudstaden Helsingfors. Öns area är 0,9 hektar och dess största längd är 220 meter i öst-västlig riktning.